# Прокопеня, Виктор Михайлович
Виктор Михайлович Прокопеня (род. 21 июля 1983 года, Минск, Белорусская ССР) — белорусский технологический предприниматель и венчурный инвестор. Создал компанию Viaden Media, после её продажи основал инвестиционную компанию VP Capital. Через VP Capital является владельцем ряда IT-компаний, в том числе финансово-технологической компании Capital.com и криптобиржи Currency.com. Инициатор и архитектор белорусского Декрета «О развитии цифровой экономики».

## Образование
Виктор Прокопеня родился 21 июля 1983 года в Минске в семье научной интеллигенции.
Отец был учёным, кандидатом физико-математических наук, работал в Белорусском государственном университете и Белорусском национальном техническом университете; мать работала математиком. Виктор учился в гимназиях № 2 и № 130 — последнюю окончил с золотой медалью. Получил юридическое образование в Белорусском государственном университете (2010), получил степень бакалавра в области информатики, окончив Европейский гуманитарный университет (2004) и Белорусский государственный университет информатики и радиоэлектроники (2006), окончил MBA в бизнес-школе ИПМ (2010) и продолжил высшее образование за границей — в университете Фулл Сейл (интернет-маркетинг, магистратура; 2012), Стэнфордской высшей школе бизнеса (стратегический маркетинг и др.) и Северо-Восточном университете в Бостоне (магистр финансов; 2016). В 2017 году получил степень доктора делового администрирования Швейцарской бизнес-школы SBS.

## Предпринимательство

### Viaden Media
В 16 лет взял на себя заботу о семье, когда его отец, ушедший в 1990-е в предпринимательство, погиб в автокатастрофе. С начала 2000-х Виктор Прокопеня зарабатывал на ИТ-консалтинге через основанную им компанию Viaden Media. В 2006 году он переориентировал фирму на разработку собственных IT-продуктов.
В 2009 году Viaden Media открыла направление разработки мобильных приложений для iPhone и iPad. Компания разработала более 100 топовых приложений, наиболее известными из которых являются All-in Fitness, Smart Alarm Clock и Yoga.com. All-in Fitness долгое время лидировало более чем в 40 странах в разделе Healthcare&Fitness в AppStore. Всего число установок приложений превысило 200 млн, а компания к 2011 году стала крупнейшим на постсоветском пространстве разработчиком ПО для мобильных телефонов. Прокопеня руководил Viaden Media до 2011 года, затем продал её израильскому предпринимателю и основателю софтверной компании Playtech. Продажа Viaden Media стала первой заметной сделкой в продуктовом сегменте белорусской IT-индустрии. Точная сумма сделки не разглашалась. По фигурировавшим в прессе данным, Viaden Media была оценена в 95 млн евро. Впоследствии компания была разделена на Sport.com (фитнес-приложения) и Skywind Group (мобильные и социальные игры).

### VP Capital

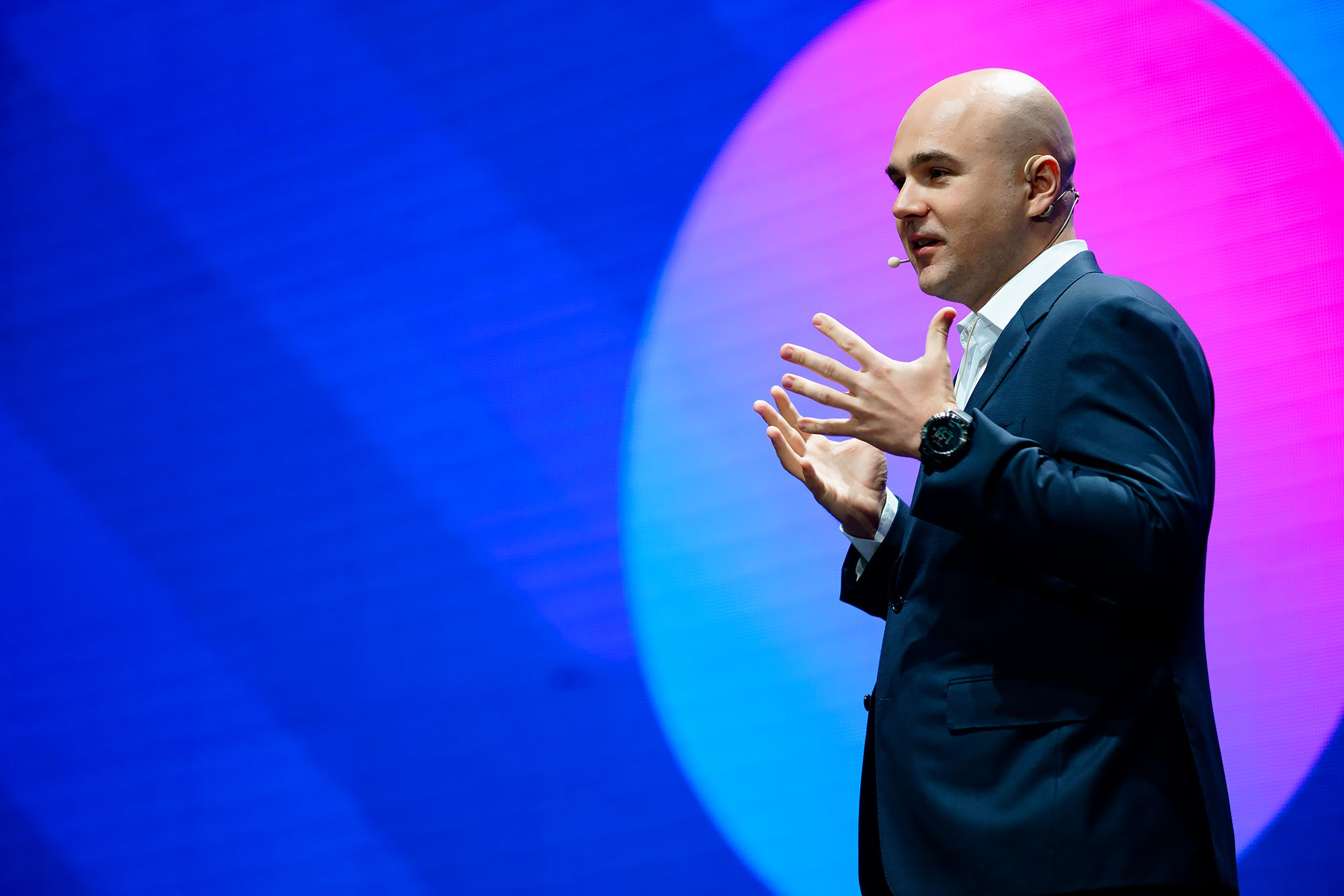
Виктор Прокопеня, май 2018

В 2012 году Виктор Прокопеня создал инвестиционную компанию VP Capital с фокусом на технологический сектор. Среди первых инвестиций была компания exp(capital), разрабатывающая решения для алгоритмизации котирования финансовых инструментов. Компания является резидентом Белорусского парка высоких технологий и была удостоена звания лучшего работодателя года. Подразделение exp(capital), занимающееся мобильными приложениями, в 2014 году было выкуплено британской IG Holdings.
В том же 2012 году Прокопеня создал компанию VP Capital Real Estate, которая занимается приобретением объектов стрит-ритейла в центре Минска. К 2017 году компания стала крупнейшим в городе частным владельцем недвижимости подобного формата.
Летом 2017 года VP Capital Виктора Прокопени планировал приобрести у белорусского государства «Паритетбанк» и даже получил одобрение Нацбанка Беларуси. Также компания подала заявку на покупку банковского бизнеса «Сбербанка» на Украине. 3 августа того же года Прокопеня отозвал поданные заявки на покупку банков. По его словам, он «давно мечтал о своём банке» и «это обязательно произойдет, но тогда, когда будет действительно подходящая возможность в подходящее время», но сейчас он решил «сконцентрироваться на проектах в сфере искусственного интеллекта».
В декабре 2016 года VP Capital и Larnabel Ventures объявили о планах на паритетных началах инвестировать в стартапы в области компьютерного зрения, дополненной реальности и искусственного интеллекта. В 2017—2019 годах они инвестировали в 6 компаний: Astro Digital, Banuba, Dronefence, FaceMetrics (позже стала частью Banuba), Capital.com и Currency.com. В 2021 году VP Capital выкупила доли Larnabel в Capital.com и Currency.com, а доля VP Capital в проектах Astra Digital и Dronefense перешла Larnabel. Доля компании Larnabel в компании Banuba и её подразделениях была продана частным инвесторам, а Прокопеня вышел из проекта, продав долю менеджменту компании. После этого у Larnabel и VP Capital больше не осталось совместных проектов.
Самыми большими проектами Прокопени является Capital.com и Currency.com. Capital.com — международная финансово-технологическая компания, в которой используется искусственный интеллект для торговли финансовыми инструментами. Компания была основана в 2016 году и создала инфраструктуру для запуска криптобиржи Currency.com. Currency.com — биржа криптовалют и токенизированных биржевых активов, ставшая первой официально регулируемой криптовалютной торговой площадкой на территории СНГ. Currency.com авторизована GFSC (Комиссия по финансовым услугам Гибралтара), ПВТ (Парк высоких технологий), FinCEN (США) и FINTRAC (Канада). Capital.com на второй квартал 2022 насчитывала более 6,4 млн клиентов.

## Законодательные и общественные инициативы

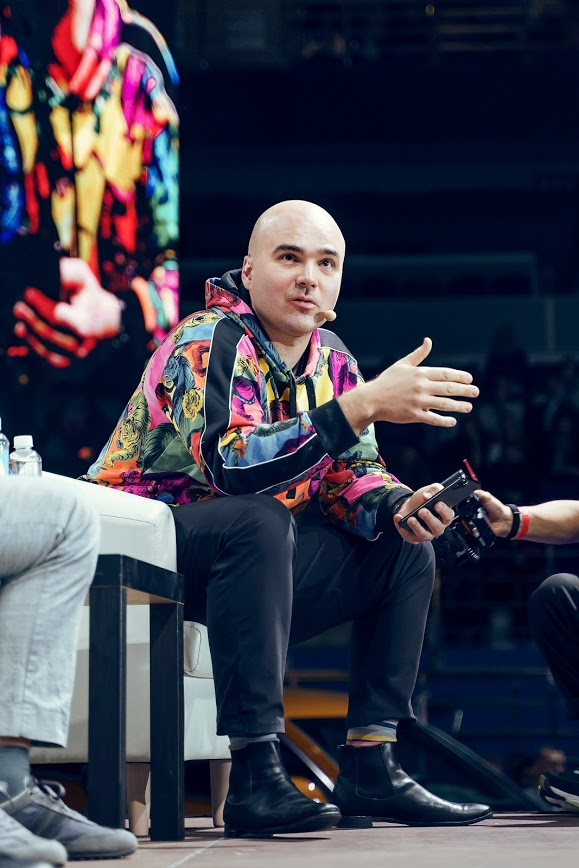
Виктор Прокопеня

### Декрет № 8 «О развитии цифровой экономики»
Прокопеня участвовал в разработке законодательных условий для использования в стране беспилотных автомобилей, криптовалют и изменений, направленных на стимулирование развития ИТ в Беларуси. Эта работа началась в марте 2017 года и получила оформление в Декрете «О развитии цифровой экономики», подписанном президентом 22 декабря 2017 года. В СМИ Прокопеню называли инициатором и архитектором этого документа.
В марте 2019 года удостоен премии Westernization Award за разработку одной из самых передовых законодательных баз для IT-бизнеса в постсоветских странах; церемония награждения которой прошла в парламенте Великобритании.
Одновременно с Декретом № 8 в 2017 году Прокопеня предложил создать Министерство цифровой экономики, которое будет заниматься вопросами цифровизации страны. По его словам, развитие IT — «источник независимости», так как «единственным сырьем здесь являются мозги».

### Реформа образования
Предприниматель выступал за цифровизацию школ В декабре 2018 года в рамках проекта «IT-Беларусь» VP Capital Прокопени подарила белорусским школьникам 600 планшетов, на которые была загружена школьная литература на русском и белорусском языках. В апреле 2019 Прокопеня предложил реформировать систему образования, в том числе: ввести электронный документооборот, виртуальные видеоуроки, персонализированный подход к ученикам и студентам, усилить в школах профориентацию и изучение английского, пересмотреть программу обучения и систему оплаты учителей и преподавателей и прочее. Также Прокопеня поддерживает развитие белорусского языка, в частности спонсирует детский журнал «Вяселка», литературную премию имени Ежи Гедройца и журнал «Наша Гiсторыя».
В интервью различным медиа Виктор Прокопеня высказывался о недостаточном числе выпускников и низком уровне их образования для цифровой экономики Беларуси: «Одна из последних инициатив нашего сообщества — направить на IT-образование из фонда Парка высоких технологий $15 млн. На них каждый год можно учить тысячи студентов».

### Отношения со СМИ
Виктор Прокопеня неоднократно высказывался в защиту СМИ и против государственного давления на медиа. В январе 2018 года публично выступил против блокировки сайтов «Хартия’97» и «Белорусский партизан», заявив, что «блокировка СМИ без предупреждения и без предоставления времени на устранение нарушений осложнит международные отношения и нанесет ущерб имиджу Беларуси». В августе 2018 года через медиа призвал силовиков отпустить задержанных журналистов и редакторов TUT.BY, БелаПАН и других белорусских СМИ, заявив, что этим задержанием «страна делает огромный шаг назад».
Весной 2015 года Виктор Прокопеня был задержан государственными органами Республики Беларусь. Обвинение вменяло получение дохода в размере $650 тысяч от предпринимательской деятельностью в сфере продажи IT-технологий без госрегистрации в качестве субъекта хозяйствования. Предприниматель вины не признавал. За Прокопеню вступилось IT-сообщество Беларуси и СМИ; посол Великобритании Брюс Бакнелл назвал ситуацию «ужасным знаком для экономики». В конце 2015 года предприниматель был отпущен под подписку о невыезде. В феврале 2016 года все дела были закрыты за отсутствием состава преступления. После освобождения Виктор Прокопеня переехал в Лондон.
История с расследованием, задержанием и прекращением дела Прокопени широко освещалась в СМИ. В конце 2017 года юристы Виктора Прокопени обращались к различным медиа (в их числе БелаПАН, БелТА, Европейское радио для Беларуси, «Народная воля», Наша Ніва, Onliner.by, TUT.BY) с запросом об удалении или коррекции публикаций в связи с тем, что, по их мнению, юридические факты в материалах были фактически неверны. Многие издания скорректировали публикации или удалили их, и этот факт обсуждался средствами массовой информации в контексте журналистской этики и стандартов. По сообщению «Еврорадио», структуры Прокопени практиковали запросы в СМИ за корректировками и летом 2021 года.
В 2017 году компания VP Capital Прокопени инвестировала $500 тысяч в издание Dev.by. В 2020 году главный редактор Наталья Провалинская dev.by была арестована властями Беларуси. Опасаясь дальнейшего преследований со стороны властей, команда издания была вынуждена выехать из страны и основать украинскую версию сайта dev.ua. В сентябре 2021 года Прокопеня дополнительно вложил $500 тысяч в совместный проект с Dev.media (управляет ресурсами Dev.ua и Dev.by). 23 июня 2022 года директор ЗАО «Дев Бай Медиа» Виталий Андрос и его супруга, главный бухгалтер Dev.by Елена Андрос, были арестованы в Беларуси. Провластные телеграм-каналы опубликовали «покаянное» видео Андросов с признаниями в участии в протестах 2020 года и подписках на «экстремистские» каналы. Три дня спустя в СМИ появилась информация, что на Виталия Андроса завели уголовное дело. Хотя конкретная статья не называется, провластные источники обвиняют его в подстрекательстве к госперевороту, а издание dev.by — в «разжигании негативных эмоций к стране».

### Благотворительность
С началом эпидемии коронавируса Виктор Прокопеня критиковал белорусские власти за игнорирование серьёзности ситуации с распространением вируса в республике и отсутствие карантинных мер. Криптобиржа Currency.com запустила акцию «Помоги врачам». Компания перевела 100 тысяч долларов Министерству здравоохранения на борьбу с коронавирусом и открыла возможность жертвовать криптовалюту на помощь в борьбе с коронавирусом.
После скандальных президентских выборов 2020 года Прокопеня осудил насилие властей. Также он выделил 100 тыс. долларов на реабилитацию людей, пострадавших во время разгона уличных митингов, и призывал предпринимательское сообщество присоединиться к инициативе. С началом митингов и усиления репрессий VP Capital дала возможность сотрудникам принадлежащих ей компаний переехать работать в офисы вне Беларуси. В числе 300 руководителей белорусский IT-компаний Прокопеня подписал обращение с обещанием вывести бизнес из страны при отказе от повторных выборов и продолжении репрессий.
В 2022 году Прокопеня решительно осудил вторжение России в Украину. Currency.com запретила регистрацию новых пользователей из России и затем первой из крупных криптобирж остановила все операции для её резидентов. Спустя несколько минут после объявления о прекращении деятельности, сервера биржи подверглись крупнейшей в её истории DDoS атаке. По оценке Прокопени, она была в десятки раз мощнее, чем все ранее зарегистрированные атаки на Currency.com. В начале марта 2022 года компания пожертвовала в помощь Украине $1 млн. Средства распределили между тремя благотворительными организациями: GlobalGiving, Красный Крест Украины и Фонд гуманитарной помощи при Министерстве социальной политики Украины. В том же месяце Прокопеня подписал международную петицию от представителей венчурного бизнеса и стартапов против кровопролития в Украине. В феврале 2023 года участвовал в Мюнхенской конференции по безопасности.

## Признание
В 2018 году интернет-издание «Ежедневник» включало Прокопеню в число 25 выдающихся бизнесменов в истории независимой Беларуси. В 2018 году он выиграл в номинации «За создание предприятия, подающего пример перехода на инновационный путь развития» конкурса «Человек Дела». Трижды становился «Предпринимателем года Беларуси».

## Личная жизнь и интересы
Виктор Прокопеня женат, воспитывает троих сыновей. С 2016 года живёт с семьёй в Лондоне, после августа 2020 года больше не бывал в Беларуси, получил гражданство Великобритании. Увлекается фотографией, хоккеем, сноубордингом, дайвингом, велосипедными прогулками и чтением.

## Публикации
- Itzhak Ben-David, Justin Birru, Viktor Prokopenya. Uninformative Feedback and Risk Taking (англ.) // Review of Finance : Working Paper. — 2018. — Январь.